# Mastrettadesign - Tecnoidea
Mastrettadesign - Tecnoidea, o simplemente Mastretta, es un estudio mexicano de diseño y construcción de automóviles. Fue establecida por el diseñador industrial mexicano Daniel Mastretta, junto con su hermano Carlos Mastretta en la Ciudad de México en el año 1987. Mastretta, bajo Tecnoidea y Unidiseño, ha desarrollado varios modelos de kit car. Su último modelo, el Mastretta MXT es considerado como el primer coche de producción en serie completamente diseñado y construido por ingenieros mexicanos bajo una compañía mexicana y es el tercer auto deportivo mexicano. El MXT fue diseñado como rival al Lotus Elise.

## Historia
En la década de los años 1990, Mastretta se enfocó en la producción de chasis para minibuses de la zona metropolitana como transporte público de la Ciudad de México y de autobuses urbanos. Luego, en el año 1998 comenzaron a construir su primer kit car, el Mastretta MXA. Este fue construido sobre el chasis y plataforma de un Volkswagen Sedán. También, el Volkswagen Boxer inline-4 fue utilizado para el prototipo, pero solo alcanzaba una velocidad máxima de 127km/h. Las pocas unidades fabricadas fueron exportadas a Alemania y a los Estados Unidos, en donde el kit car era atractivo para muchos coleccionistas.
Una variación del mismo modelo era el Mastretta MXB, el cual incluía faros diferentes y algunas otras modificaciones.
En la edición anual de Modelos de febrero del año 1998 de la revista automotriz Automóvil Panamericano aparece un párrafo sobre el MXB.
Nueve años más tarde, en el ejemplar número 149 de junio del año 2007 de la misma revista se anunció la producción del tercer auto de Mastretta, el MXT bajo la etiqueta Mastretta-Technoidea. De acuerdo con este artículo, el MXT estuvo en su última etapa de preproducción y anticipaba el comienzo de su producción en el año 2008. Este modelo tuvo una velocidad máxima de 230km/h y un motor de 2.3 litros.
La primera fábrica de Mastretta abrió sus puertas a finales del año 2007 con una capacidad de 150 autos por año.

## Modelos
- Mastretta MXA/MXB
- Mastretta MXT

## Logotipo
El logotipo oficial de Mastretta que montan los modelos de esta marca aparece en el Mastretta MXT (su modelo más conocido) como un escudo aludiendo a la bandera mexicana de colores verde, blanco y rojo con una barra diagonal de cuadros a blanco y negro, aludiendo la bandera del final de una carrera, en un emblema parecido al de la marca alemana Porsche, posiblemente para evitar que se confunda con la bandera italiana. La palabra "Mastretta" aparece en letras plateadas en la parte superior del escudo.